# Fernando Arbello
Fernando Arbello (*  30. Mai 1907 in Puerto Rico; † 26. Juni 1970 ebenda) war ein puerto-ricanischer Jazz-Posaunist und Komponist.

## Leben
Arbello begann mit zwölf Jahren in Puerto Rico Posaune zu spielen. Er spielte in der Band seiner High School und im lokalen Symphonieorchester und ging Mitte der 1920er Jahre nach New York City. Dort spielte er in den Orchestern von Earle Howard, Wilbur De Paris, June Clark und Bingie Madison. Ab Anfang der 1930er Jahre spielte er mit Unterbrechungen bei Claude Hopkins über mehrere Jahre, dann mit Chick Webb, Fletcher Henderson, Lucky Millinder, mit Billy Hicks (Sizzling Six) und nahm mit Fats Waller auf. Ende der 1930er Jahre war er wieder bei Hopkins, spielte 1940 bei Zutty Singleton und leitete 1940/41 kurz eine eigene Band. Ende 1941 war er wieder bei Henderson und Marty Marsala und 1942 bis 1946 bei Jimmie Lunceford. Ende der 1940er Jahre hatte er wieder für mehrere Jahre eine eigene Band, mit der er keine Aufnahmen machte. 1953 spielte er mit Rex Stewart und einer Reunion der Henderson Band Ende der 1950er Jahre. Ab 1960 spielte er bei Machito. Schließlich kehrte er im Verlauf der 1960er Jahre nach Puerto Rico zurück, wo er eine eigene Band im Hotel San Juan bis zu seinem Tod leitete.
Als Komponist schrieb er Big Chief de Sota/Grand Terrace Swing mit Andy Razaf.